# رافاييل (لاعب كرة قدم مواليد 2002)
رافاييل هو لاعب كرة قدم برازيلي في مركز الدفاع، ولد في 9 مايو 2002 في ريو دي جانيرو في البرازيل.

## وصلات خارجية
- رافاييل (لاعب كرة قدم برازيلي) على موقع إي إس بي إن إف سي (الإنجليزية)
- رافاييل (لاعب كرة قدم برازيلي) على موقع قاعدة بيانات كرة القدم.إي يو (الإنجليزية)
- رافاييل (لاعب كرة قدم برازيلي) على موقع Soccerway.com (الإنجليزية)